# Oblast' di Luhans'k
L'oblast' di Luhans'k (in ucraino Луганська область?, Luhans'ka oblast') o Lugansk (in russo Луганская область?, Luganskaja oblast') è una delle 24 regioni dell'Ucraina, tuttavia a causa della guerra russo-ucraina, la quasi totalità del territorio dell'oblast' è de facto soggetto alla controllo della Repubblica Popolare di Lugansk russa che, a sua volta, è stata annessa da un controverso e non riconosciuto referendum alla Federazione Russa, il 30 settembre 2022. Il capoluogo è Luhans'k che però è de facto il capoluogo della Repubblica Popolare di Lugansk, come contromisura il governo regionale ha operato in via provvisoria a Sjevjerodonec'k dall'ottobre 2014 fino al giugno 2022, mese in cui anche questa la città è caduta sotto il controllo dei separatisti filo-russi in una violenta battaglia avvenuta nell'invasione russa dell'Ucraina.
L'oblast' di Luhans'k e quella di Donec'k compongono il territorio del Donbass.

## Storia
Nel 1938 le autorità sovietiche crearono all'interno del territorio della Repubblica Socialista Sovietica Ucraina, l'oblast' di Voroshilovgrad e Stalino (oggi Luhans'k e Donetsk) disunendo le due zone una volta unite in un'unica oblast', creandone due nuove. Nel 1942 la regione viene occupata dell'esercito tedesco e verrà liberata dall'Armata Rossa nella primavera dell'anno successivo. Nonostante il territorio fosse stato integrato dal governo sovietico all'interno dell'Ucraina, la maggioranza della popolazione parlava il russo anziché l'ucraino. A seguito del crollo dell'Unione Sovietica, la nuova Ucraina indipendente trovò difficoltà a gestire i desideri delle popolazioni russofone nel Donbass che non volevano perdere lo status ufficiale della lingua russa. Con il proseguire degli anni, in parecchie città il numero di parlati ucraini aumentò e ha anche superato o eguagliato quelli di lingua russa, ma rimanevano ancora numerose quelle in cui il russo era la lingua predominante. Nel 2014, una parte dell'oblast' viene dichiarata territorio dell'autoproclama Repubblica Popolare di Lugansk, con capitale il capoluogo Luhans'k. Il governo ucraino però non riconosce l'indipendenza e provvede a riconquistare i territori che nel corso dell'anno vengono occupati dai separatisti filorussi, non riuscendo però mai a riconquistare Luhans'k né i territori antecedenti o nei dintorni della città. La comunità internazionale continua a considerare l'intero terreno dell'oblast' come parte del territorio ucraino, nel febbraio 2022 però la Russia lo riconosce come nazione indipendente e ciò fa scaturire l'ira del governo ucraino e anche dei suoi alleati (Stati Uniti ed Unione Europea) che varano pesanti sanzioni contro Mosca. Pochi giorni dopo, l'esercito russo, della R.P di Lugansk e della R.P di Doneck e con il supporto della Bielorussia, invadono l'Ucraina. Se inizialmente la maggior parte dell'oblast' era comunque sotto il controllo dell'Ucraina, nei cinque mesi successivi di guerra, nel luglio 2022, l'intero territorio dell'oblast viene conquistato, diventando il territorio della Repubblica Popolare di Lugansk, tuttavia, verso gli ultimi mesi del 2022, l'esercito ucraino riesce a riconquistare piccolissime porzioni dell'oblast'.

## Geografia fisica

### Suddivisioni amministrative dopo il 2020
L'oblast' è suddivisa in 8 distretti amministrativi.
| Distretto                    | Capoluogo       |
| ---------------------------- | --------------- |
| Distretto di Alčevs'k        | Alčevs'k        |
| Distretto di Dovžans'k       | Dovžans'k       |
| Distretto di Luhans'k        | Luhans'k        |
| Distretto di Roven'ky        | Roven'ky        |
| Distretto di Ščastja         | Ščastja         |
| Distretto di Sjevjerodonec'k | Sjevjerodonec'k |
| Distretto di Starobil's'k    | Starobil's'k    |
| Distretto di Svatove         | Svatove         |

I dati che seguono mostrano il numero di ogni tipo di suddivisione amministrativa:
- Distretti 8
- Città 37
- Insediamenti rurali 109
- Villaggi 791

### Suddivisione amministrativa prima del 2020
- Distretti 18
- Città 37
- Insediamenti rurali 109
- Villaggi 791

### Centri principali
| Città            | Nome ucraino     | Nome russo      | Traslitterazione russa | Abitanti 1º gennaio 2006 |
| ---------------- | ---------------- | --------------- | ---------------------- | ------------------------ |
| Luhans'k         | Луганськ         | Луганск         | Lugansk                | 449.827                  |
| Alčevs'k         | Алчевськ         | Алчевск         | Alčevsk                | 116.610                  |
| Sjevjerodonec'k  | Сє́вєродоне́цьк    | Северодонецк    | Severodoneck           | 115.397                  |
| Lysyčans'k       | Лисичанськ       | Лисичанск       | Lisičansk              | 110.344                  |
| Chrustal'nyj     | Хрустальний      | Хрустальный     | Chrustal'nyj           | 88.413                   |
| Kadiïvka         | Кадіївка         | Кадиевка        | Kadievka               | 83.002                   |
| Dovžans'k        | Довжанськ        | Должанск        | Dolžansk               | 68.900                   |
| Rubižne          | Рубіжне          | Рубежное        | Rubežnoe               | 63.048                   |
| Antracyt         | Антрацит         | Антрацит        | Antracit               | 59.910                   |
| Roven'ky         | Ровеньки         | Ровеньки        | Roven'ki               | 51.264                   |
| Brjanka          | Брянка           | Брянка          | Brjanka                | 51.121                   |
| Sorokyne         | Сорокине         | Сорокино        | Sorokino               | 47.237                   |
| Pervomajs'k      | Первомайськ      | Первомайск      | Pervomajsk             | 40.548                   |
| Holubivka        | Голубівка        | Голубовка       | Golubovka              | 31.936                   |
| Pereval's'k      | Перевальськ      | Перевальск      | Pereval'sk             | 27.350                   |
| Molodohvardijs'k | Молодогвардійськ | Молодогвардейск | Molodogvardejsk        | 24.476                   |
| Popasna          | Попасна          | Попасная        | Popasnaja              | 23.697                   |
| Kreminna         | Кремінна         | Кременная       | Kremennaja             | 22.319                   |
| Suchodil's'k     | Суходільськ      | Суходольск      | Suchodol'sk            | 21.958                   |
| Starobil'sk      | Старобільск      | Старобельск     | Starobel'sk            | 20.354                   |
| Svatove          | Сватове          | Сватово         | Svatovo                | 19.073                   |
| Lutuhyne         | Лутугине         | Лутугино        | Lutugino               | 18.514                   |
| Voznesenivka     | Вознесенівка     | Вознесеновка    | Voznesenovka           | 16.656                   |
| Zolote           | Золоте           | Золотое         | Zolotoe                | 16.368                   |
| Juvilejne        | Ювілейне         | Юбилейное       | Jubilejnoe             | 15.747                   |